# Liste des cuirassés de l'United States Navy
Ceci est la liste des cuirassés de la Marine des États-Unis. Elle comprend tous les navires avec le symbole de classement de la coque "BB".
Les cuirassés américains peuvent être divisés en cinq groupes : les cuirassés de défense côtière, les pré-Dreadnoughts, les Dreadnoughts, ceux de la Première Guerre mondiale et ceux de la Seconde Guerre mondiale.

## Liste par numéro de coque
- (s) : cuirassé de deuxième classe (par rapport à d'autres navires de guerre des États-Unis de l'époque)
- (n) : navire jamais entré en service

### Défense côtière

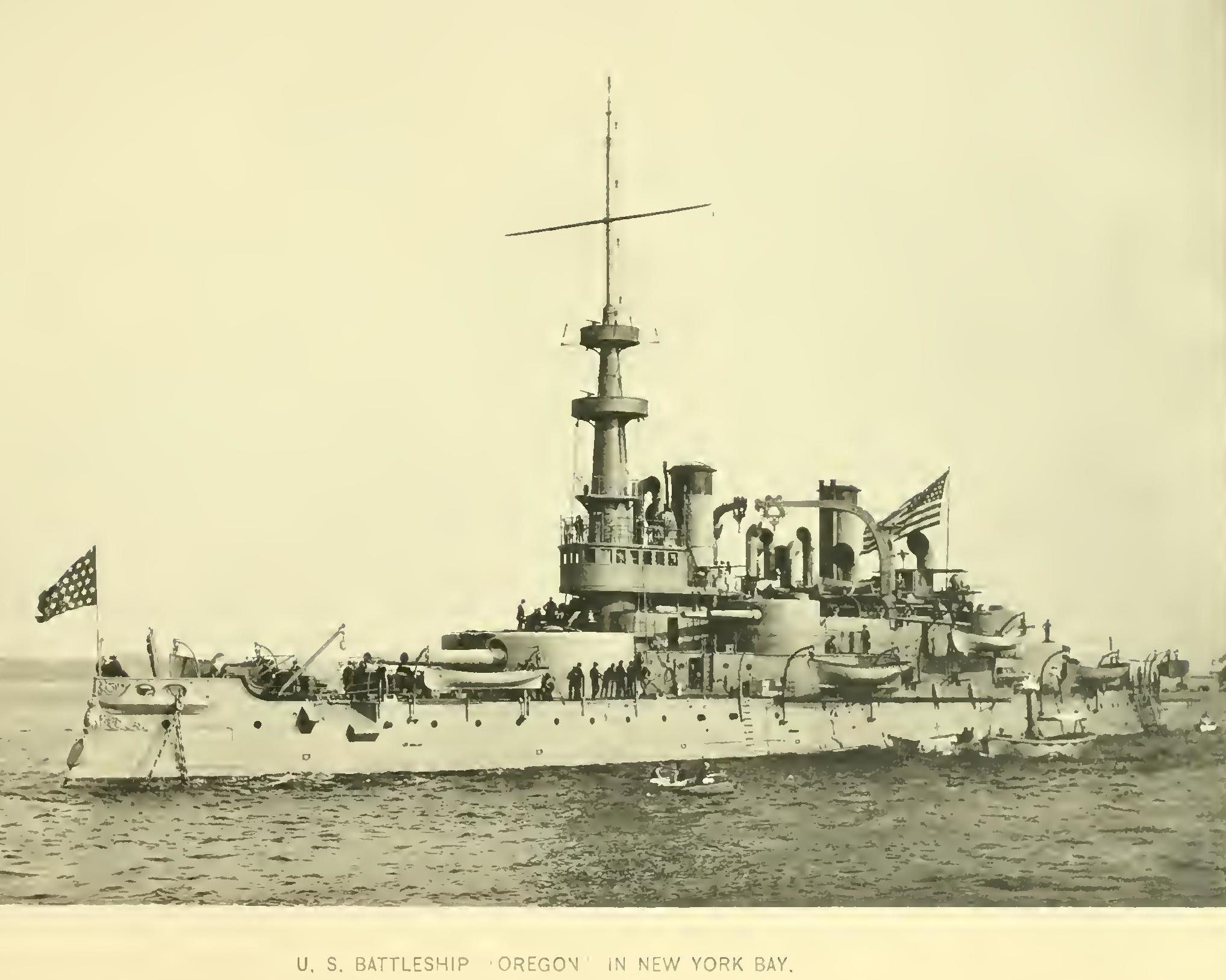
LOregon en 1898.

- USS Maine (ACR-1) (s)
- USS Texas (1892) (s)
- Classe Indiana :
  - USS Indiana (BB-1)
  - USS Massachusetts (BB-2)
  - USS Oregon (BB-3)
- USS Iowa (BB-4)

### Pré-Dreadnought

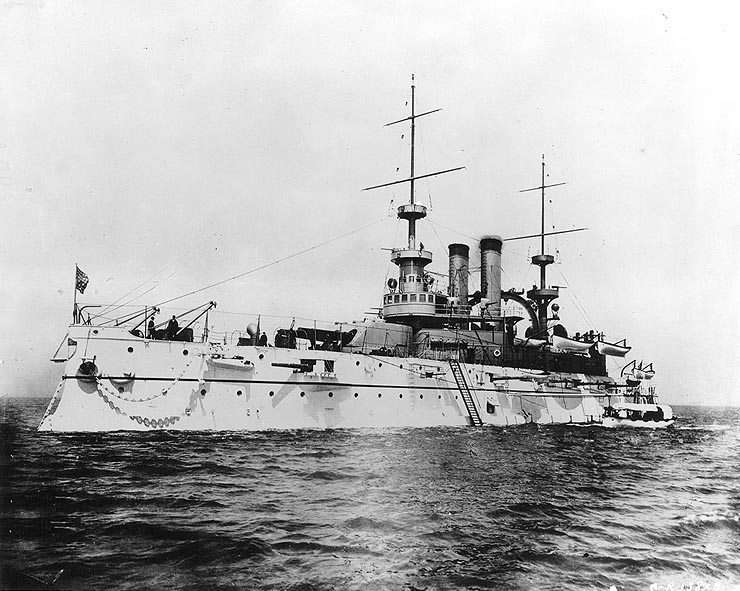
USS Wisconsin (BB-9)

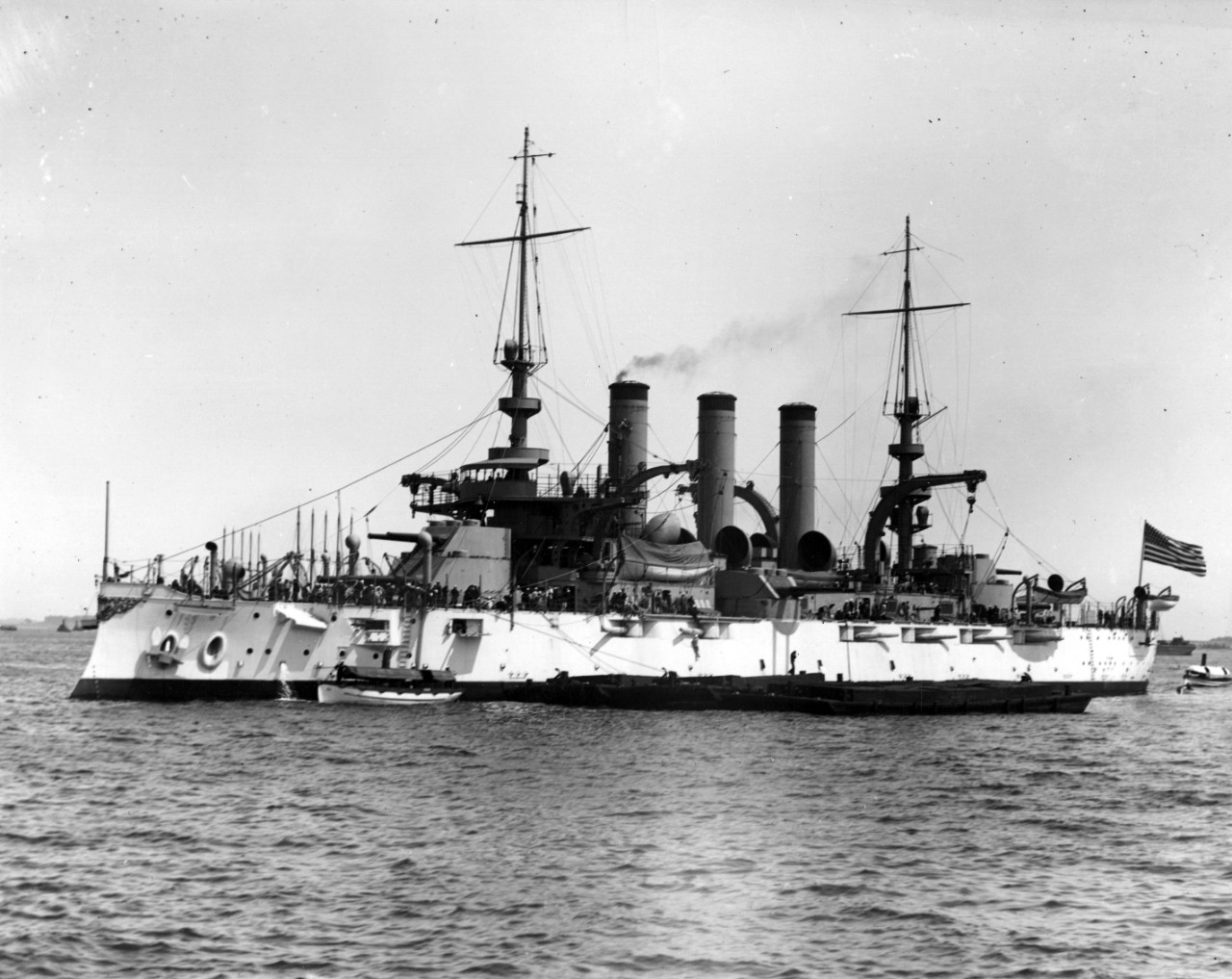
USS New Jersey (BB-16)

- Classe Kearsarge :
  - USS Kearsarge (BB-5)
  - USS Kentucky (BB-6)
- Classe Illinois :

- - USS Illinois (BB-7)
  - USS Alabama (BB-8)
  - USS Wisconsin (BB-9)
- Classe Maine :
  - USS Maine (BB-10)
  - USS Missouri (BB-11)
  - USS Ohio (BB-12)
- Classe Virginia :

- - USS Virginia (BB-13)
  - USS Nebraska (BB-14)
  - USS Georgia (BB-15)
  - USS New Jersey (BB-16)
  - USS Rhode Island (BB-17)
- Classe Connecticut :
  - USS Connecticut (BB-18)
  - USS Louisiana (BB-19)
  - USS Vermont (BB-20)
  - USS Kansas (BB-21)
  - USS Minnesota (BB-22)
  - USS New Hampshire (BB-25)
- Classe Mississippi :
  - USS Mississippi (BB-23) (s)
  - USS Idaho (BB-24) (s)

### Dreadnought

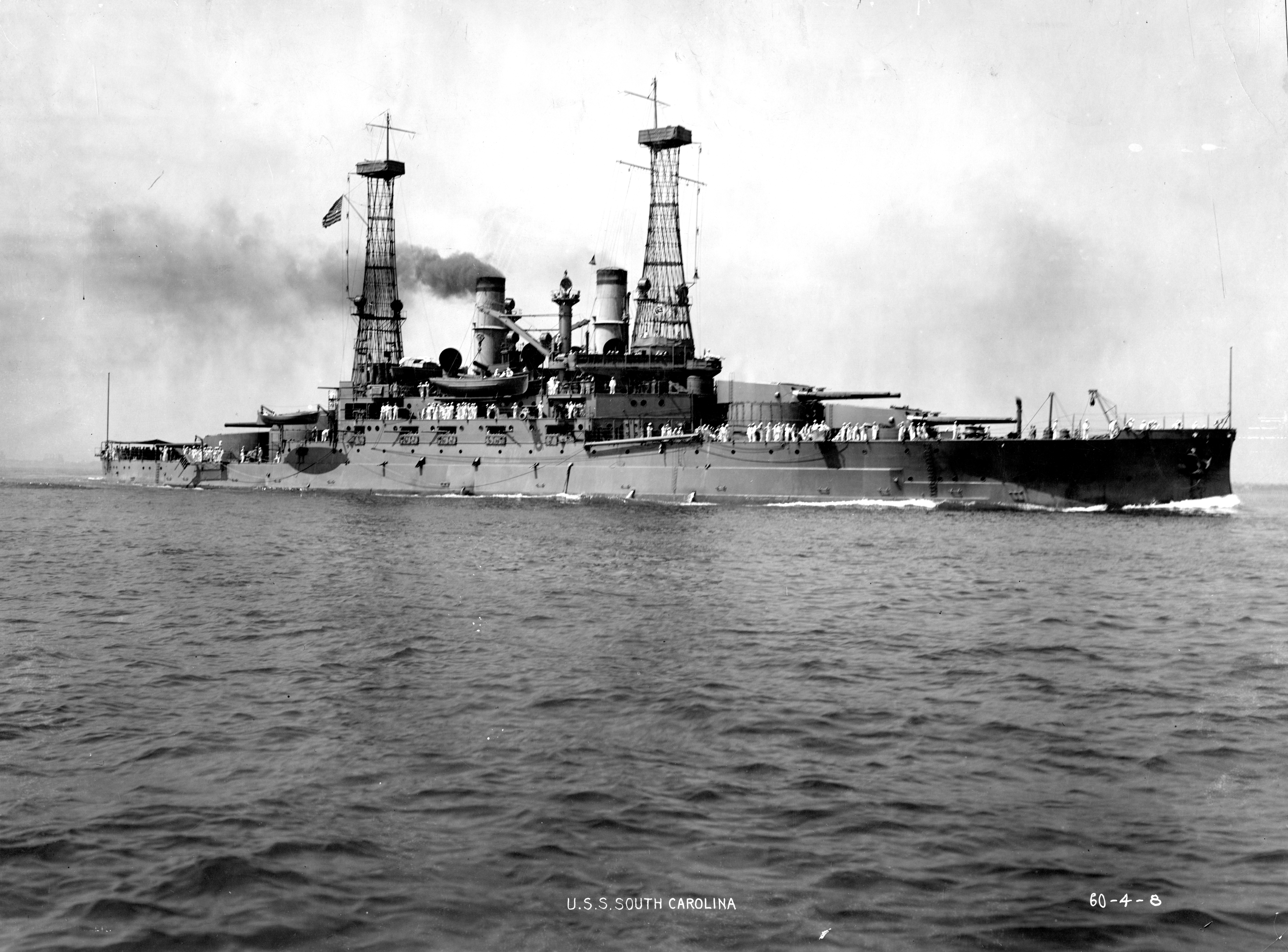
USS South Carolina (BB-26)

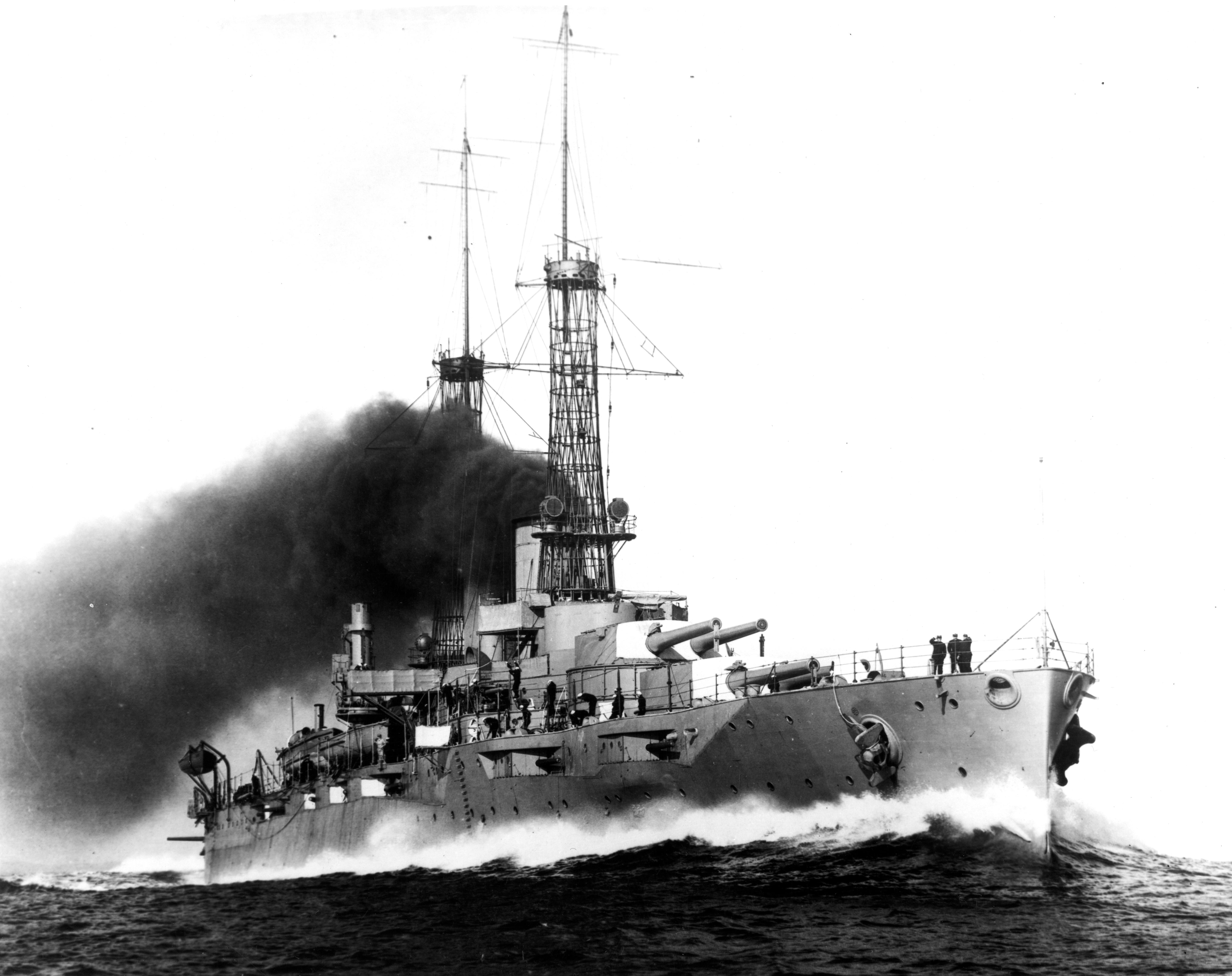
USS New York (BB-34)

- Classe South Carolina :

- - USS South Carolina (BB-26)
  - USS Michigan (BB-27)
- Classe Delaware :
  - USS Delaware (BB-28)
  - USS North Dakota (BB-29)
- Classe Florida :
  - USS Florida (BB-30)
  - USS Utah (BB-31)

- Classe Wyoming :
  - USS Wyoming (BB-32)
  - USS Arkansas (BB-33)

### Super-Dreadnought

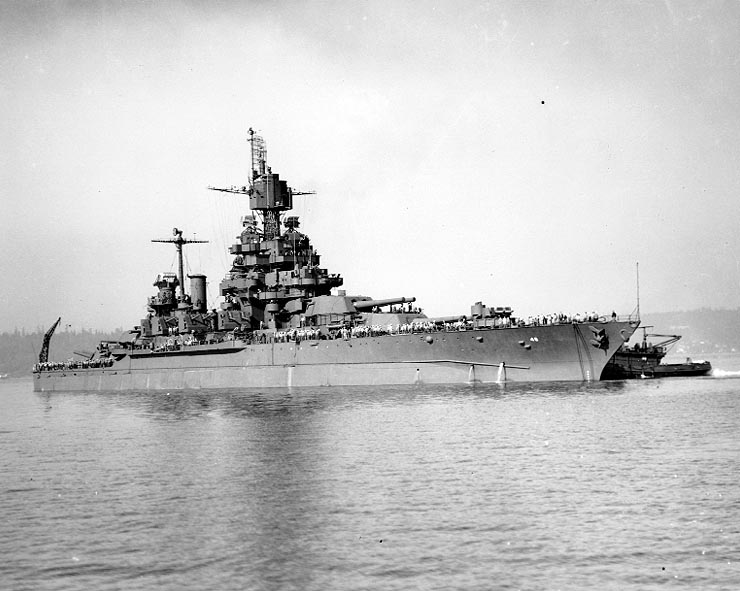
USS Maryland (BB-46)

- Classe New York:
  - USS New York (BB-34)
  - USS Texas (BB-35)
- Classe Nevada :
  - USS Nevada (BB-36)
  - USS Oklahoma (BB-37)
- Classe Pennsylvania :
  - USS Pennsylvania (BB-38)
  - USS Arizona (BB-39)
- Classe New Mexico :
  - USS New Mexico (BB-40)
  - USS Mississippi (BB-41)
  - USS Idaho (BB-42)
- Classe Tennessee :
  - USS Tennessee (BB-43)
  - USS California (BB-44)

- Classe Colorado :
  - USS Colorado (BB-45)
  - USS Maryland (BB-46)
  - USS Washington (BB-47) (n)
  - USS West Virginia (BB-48)
- Classe South Dakota :
  - USS South Dakota (BB-49) (n)
  - USS Indiana (BB-50] (n)
  - USS Montana (BB-51) (n)
  - USS North Carolina (BB-52) (n)
  - USS Iowa (BB-53) (n)
  - USS Massachusetts (BB-54) (n)

### Seconde Guerre mondiale
- Classe North Carolina :
  - USS North Carolina (BB-55)
  - USS Washington (BB-56)
- Classe South Dakota :
  - USS South Dakota (BB-57)
  - USS Indiana (BB-58)
  - USS Massachusetts (BB-59)
  - USS Alabama (BB-60)
- Classe Iowa :

- - USS Iowa (BB-61)
  - USS New Jersey (BB-62)
  - USS Missouri (BB-63)
  - USS Wisconsin (BB-64)
  - USS Illinois (BB-65) (n)
  - USS Kentucky (BB-66) (n)
- Classe Montana :
  - USS Montana (BB-67) (n)
  - USS Ohio (BB-68) (n)
  - USS Maine (BB-69) (n)
  - USS New Hampshire (BB-70) (n)
  - USS Louisiana (BB-71) (n)

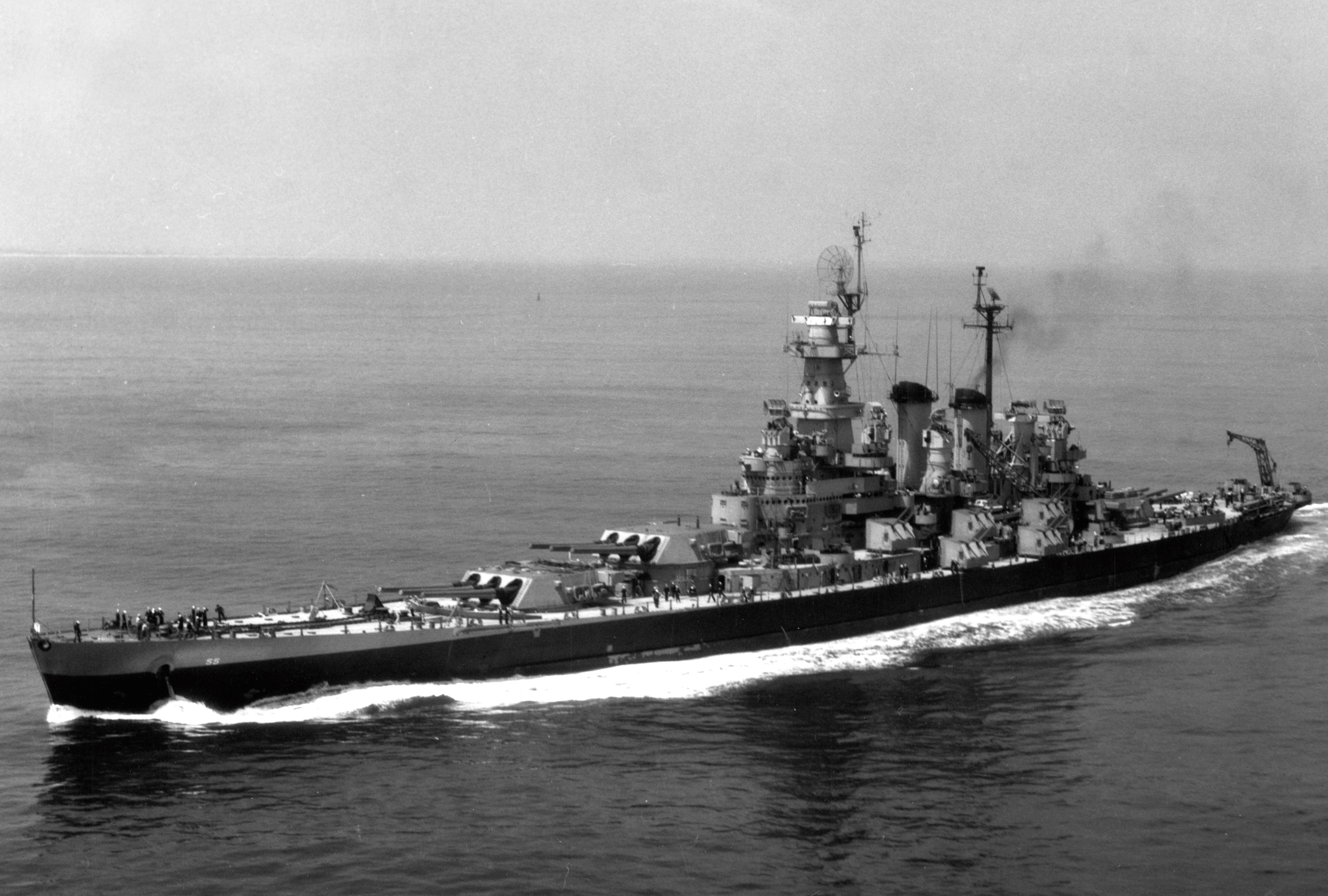
USS North Carolina (BB-55)

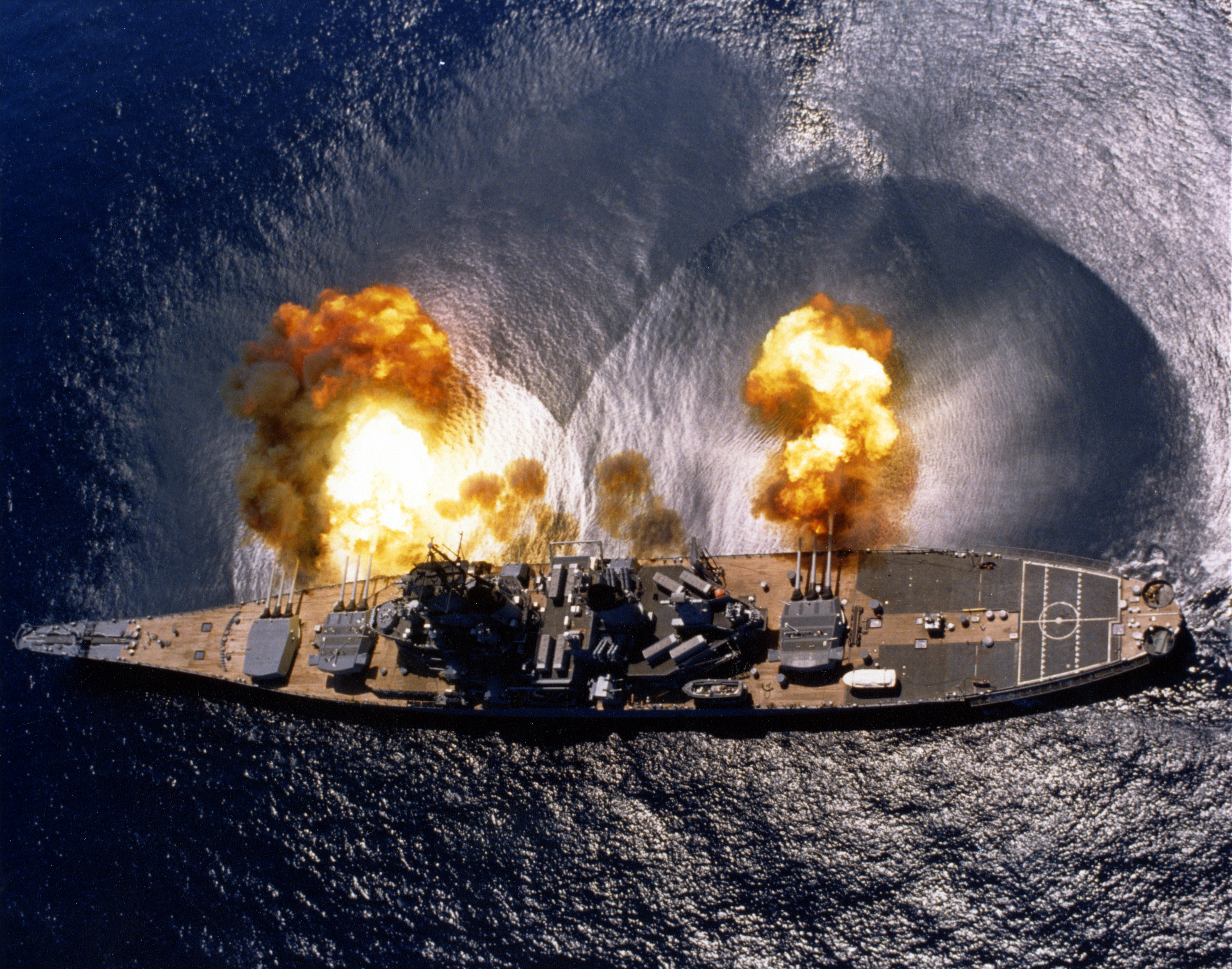
L'USS Iowa (BB-61) en 1984.

Sept navires de guerre (BB-72 à BB-78) ont été projetés en 1942. Leur armement devait se composer de 4 tourelles doubles de 18 pouces et de 10 tourelles doubles de 5 pouces. Le projet n'a pas dépassé le stade de dessin et aucun n'a été commandé.